# Cricket aux Jeux africains de 2023
Les compétitions de cricket aux Jeux africains de 2023 ont lieu du 7 au 23 mars 2024 à l'Achimota Oval, à Accra, au Ghana,. Les tournois masculin et féminin se jouent sous le format Twenty20 International. Il s'agit de la première apparition de ce sport dans le programme des Jeux africains,.

## Médaillés
| Épreuves         | Or | Argent | Bronze |
| ---------------- | --- | --- | --- |
| Tournoi masculin | Zimbabwe- Brian Bennett (en) - Johnathan Campbell (en) - Takudzwa Chataira - Alex Falao - Trevor Gwandu (en) - Kudakwashe Macheka (en) - Clive Madande (en) - Tadiwanashe Marumani (en) - Wallace Mubayiwa - Ashley Mufandauya (en) - Tony Munyonga (en) - Rodney Mupfudza (en) - Tashinga Musekiwa - Owen Muzondo - Nick Welch (en)                     | Namibie- Jan Balt - Peter-Daniel Blignaut (en) - Jack Brassell (en) - Niko Davin (en) - Shaun Fouché (en) - Addo Iita - Junior Kariata - Handre Klazinge - Jean-Pierre Kotze (en) - Malan Kruger (en) - Dylan Leicher - Jan Nicol Loftie-Eaton (en) - Ben Shikongo (en) - Simon Shikongo - Gerhard Janse van Rensburg | Ouganda- Fred Achelam (en) - Bilal Hassan (en) - Cyrus Kakuru - Cosmas Kyewuta - Ronald Lutaaya - Brian Masaba (en) - Juma Miyagi - Roger Mukasa (en) - Dinesh Nakrani (en) - Robinson Obuya - Alpesh Ramjani - Henry Ssenyondo (en) - Simon Ssesazi (en) - Kenneth Waiswa (en)        |
| Tournoi féminin  | Zimbabwe- Kudzai Chigora - Francisca Chipare (en) - Chiedza Dhururu (en) - Nyasha Gwanzura (en) - Lindokuhle Mabhero - Precious Marange (en) - Sharne Mayers (en) - Audrey Mazvishaya (en) - Pellagia Mujaji (en) - Modester Mupachikwa (en) - Mary-Anne Musonda (en) - Kelis Ndhlovu - Josephine Nkomo (en) - Nomvelo Sibanda (en) - Loreen Tshuma (en) | Afrique du Sud- Nobulumko Baneti - Jemma Botha - Annerie Dercksen (en) - Jenna Evans - Gandhi Jafta - Leah Jones - Simone Lourens - Karabo Meso - Seshnie Naidu - Kayla Reyneke - Nondumiso Shangase (en) - Miane Smit - Faye Tunnicliffe (en) - Jané Winster - Caitlin Wyngaard                                      | Nigeria- Blessing Etim - Rukayat Abdulrasak - Shola Adekunle - Peculiar Agboya - Christabel Chukwuonye - Favour Eseigbe - Sarah Etim - Victory Igbinedion - Abigail Igbobie - Esther Odunayo - Usen Peace - Lucky Piety - Rachael Samson - Esther Sandy - Salome Sunday - Lillian Udeh |

## Tableau des médailles
| Rang  | Nation         | Or | Argent | Bronze | Total |
| ----- | -------------- | -- | ------ | ------ | ----- |
| 1     | Zimbabwe       | 2  | 0      | 0      | 2     |
| 2     | Afrique du Sud | 0  | 1      | 0      | 1     |
| 2     | Namibie        | 0  | 1      | 0      | 1     |
| 4     | Nigeria        | 0  | 0      | 1      | 1     |
| 4     | Ouganda        | 0  | 0      | 1      | 1     |
| Total | Total          | 2  | 2      | 2      | 6     |